# Alstroemeria recumbens
Alstroemeria recumbens är en alströmeriaväxtart som beskrevs av Herb.. Alstroemeria recumbens ingår i släktet alströmerior, och familjen alströmeriaväxter. Inga underarter finns listade i Catalogue of Life.